# Аккомак (округ, Вірджинія)
Шаблон:StateAbbr_ 37°46′ пн. ш. 75°46′ зх. д. / 37.76° пн. ш. 75.76° зх. д.
Округ Аккомак (англ. Accomack County) — округ (графство) у штаті Вірджинія, США. Ідентифікатор округу 51001.

## Демографія
За даними перепису 2000 року загальне населення округу становило 38305 осіб, зокрема міського населення було 7348, а сільського — 30957. Серед мешканців округу чоловіків було 18590, а жінок — 19715. В окрузі було 15299 домогосподарств, 10387 родин, які мешкали в 19550 будинках. Середній розмір родини становив 2,96.
Віковий розподіл населення поданий у таблиці:
| Стать    | До 15 років | 15-21 | 22-29 | 30-39 | 40-49 | 50-65 | 65-85 | Понад 85 |
| -------- | ----------- | ----- | ----- | ----- | ----- | ----- | ----- | -------- |
| Чоловіки | 3942        | 1878  | 1661  | 2468  | 2744  | 3187  | 2523  | 187      |
| Жінки    | 3744        | 1558  | 1809  | 2556  | 2874  | 3495  | 3111  | 568      |

## Суміжні округи
- Вустер, Меріленд — північний схід
- Нортгемптон — південь
- Міддлсекс — захід
- Ланкастер — захід
- Нортамберленд — захід
- Сомерсет, Меріленд — північний захід

## Виноски
1. ↑  U.S. Decennial Census. United States Census Bureau. Архів оригіналу за 26 квітня 2015. Процитовано 31 грудня 2013.
2. ↑  Historical Census Browser. University of Virginia Library. Архів оригіналу за 26 грудня 2013. Процитовано 31 грудня 2013.
3. ↑  Population of Counties by Decennial Census: 1900 to 1990. United States Census Bureau. Архів оригіналу за 15 грудня 2013. Процитовано 31 грудня 2013.
4. ↑  Census 2000 PHC-T-4. Ranking Tables for Counties: 1990 and 2000 (PDF). United States Census Bureau. Архів оригіналу (PDF) за 18 грудня 2014. Процитовано 31 грудня 2013.
5. ↑  State & County QuickFacts. United States Census Bureau. Архів оригіналу за 7 червня 2011. Процитовано 31 грудня 2013. [Архівовано 2011-06-07 у Wayback Machine.](англ.) Наведено за англійською вікіпедією.
6. ↑  American FactFinder. Бюро перепису населення США. Архів оригіналу за 26 лютого 2012. Процитовано 31 січня 2008. [Архівовано 2008-05-21 у Wayback Machine.]

| США | Це незавершена стаття з географії США. Ви можете допомогти проєкту, виправивши або дописавши її. |